# Наушка
Наушка — река в Томской области России. Устье реки находится в 48 км по правому берегу реки Васюган. Длина реки составляет 71 км, площадь водосборного бассейна — 463 км².
В 1 км западнее среднего течения реки находится Усть-Сильгинское газоконденсатное месторождение. В 5 км западнее устья реки находится посёлок Большая Грива.

## Данные водного реестра
По данным государственного водного реестра России относится к Верхнеобскому бассейновому округу, водохозяйственный участок реки — Васюган, речной подбассейн реки — бассейны притоков Оби (верхней) от Кети до Васюгана. Речной бассейн реки — Обь (верхняя) до впадения Иртыша.